# Internationale Gewerkschaftsverbände
Die meisten Gewerkschaften sind zwar nach wie vor national organisiert; aber bereits seit den Anfängen der Gewerkschaftsbewegung gab es internationale Koordinationsansätze, die heute zunehmend an Bedeutung gewinnen.

## Internationaler Gewerkschaftsbund
Der Internationale Gewerkschaftsbund (IGB; engl.: International Trade Union Confederation, ITUC; franz.: Confédération syndicale internationale, CSI) ist ein internationaler Gewerkschaftsdachverband mit Sitz in Brüssel.
Um den Herausforderungen der Globalisierung der Wirtschaft wirksamer begegnen zu können, haben sich die beiden demokratischen internationalen Gewerkschaftsorganisationen, der Internationale Bund Freier Gewerkschaften (IBFG) und der Weltverband der Arbeitnehmer (WVA) sowie acht bisher keinem internationalen Dachverband angeschlossene Gewerkschaften 2006 in Wien zum Internationalen Gewerkschaftsbund (IGB) zusammengeschlossen.
Dem neuen IGB gehören 306 Gewerkschaften aus 154 Ländern mit rund 168 Millionen Mitgliedern an. Darunter ist auch der Deutsche Gewerkschaftsbund und der Österreichische Gewerkschaftsbund.

## Weltgewerkschaftsbund
Der Weltgewerkschaftsbund (WGB) entstand am 3. Oktober 1945 in Paris als Zusammenschluss aller Gewerkschaften unabhängig von ihrer nationalen, ideologischen oder Systemzugehörigkeit. Der Gründungsaufruf bezog sich auf die UN-Charta. Im Zuge des Kalten Krieges trennten sich 1949 die antikommunistisch ausgerichteten Gewerkschaftsverbände und bildeten den Internationalen Bund Freier Gewerkschaften (IBFG). Seit 2005 ist der Hauptsitz des WGB in Athen. Als Untergliederungen existieren 10 Internationale Fachverbände.

## Andere internationale Zusammenschlüsse

### Industrial Workers of the World
Die Organisation Industrial Workers of the World (IWW), deren Mitglieder oft auch als Wobblies bezeichnet werden, ist eine weltweite Gewerkschaft, die gegenwärtig jedoch kaum Einfluss außerhalb der USA, Kanadas und Australiens hat. In Großbritannien, der größten Regionalstruktur in Europa, zählt die IWW im Jahr 2007 rund 250 Mitglieder. Im deutschsprachigen Raum (Deutschland, Österreich, Schweiz, Luxemburg) existiert eine eigenständige Sektion der IWW, die im Dezember 2006 in Köln gegründet wurde (German Language Area Members Regional Organising Committee, IWW-GLAMROC; Regionales Organisationskomitee der IWW-Mitglieder im deutschsprachigen Raum).

### Internationale ArbeiterInnen-Assoziation
Die Internationale ArbeiterInnen-Assoziation (IAA) (engl.: International Workers' Association, IWA; span.: Asociatión Internacional de los Trabajadores, AIT; franz.: Association internationale des travailleurs, AIT) ist ein weltweiter anarchosyndikalistischer Gewerkschaftsbund. Die IAA wurde 1922 gegründet und existiert bis heute. Zu ihrer Glanzzeit waren über zwei Millionen Menschen in Spanien zur Zeit des Spanischen Bürgerkriegs in der Confederación Nacional del Trabajo (CNT), dem spanischen Arm der IAA, organisiert. Sie war zu dieser Zeit die stärkste spanische Gewerkschaft.
In Deutschland war die Freie Arbeiterinnen- und Arbeiter-Union (FAU) Mitglied der IAA, bis sie 2016 zusammen mit der CNT und der italienischen USI ausgeschlossen wurde. Grund war Kritik am Zustand der IAA.

### Internationale Konföderation der Arbeiter*innen
Die Internationale Konföderation der Arbeiter*innen (IKA) (engl.: International Confederation of Labor, ICL) wurde im Mai 2018 in Parma (Italien) gegründet, nachdem die CNT, FAU und USI 2016 aus der IAA ausgeschlossen wurden. Neben diesen drei Organisationen gehören zu den Gründungsmitgliedern die ESE (Griechenland), FORA (Argentinien), IP (Polen) und IWW (USA und Kanada). Zusätzlich nahmen als Beobachter am Kongress Delegierte fünf anderer Basisgewerkschaften teil.

## Kontinentale Gewerkschaftsverbände

### Europäischer Gewerkschaftsbund
Der Europäische Gewerkschaftsbund (EGB; engl.: European Trade Union Confederation, ETUC) ist der europäische Dachverband der Gewerkschaften mit Sitz in Brüssel. Die sektorübergreifende Organisation wurde 1973 von 17 Gewerkschaftsverbänden aus 15 Staaten gegründet und vertrat rund 29 Millionen gewerkschaftlich organisierte Mitglieder. Es ist eine Nachfolgeorganisation vom Europäischen Bund freier Gewerkschaften in der EWG und des Gewerkschaftskongress der EFTA-Staaten.
2019 gehörten ihm 90 nationale Gewerkschaftsbünde (welche rund 45 Mio. Mitglieder repräsentieren) aus 38 Ländern als Mitgliedsverbände an. Neben den Gewerkschaftsbünden aus den 28 EU-Ländern sind die gewerkschaftlichen Dachverbände aus Norwegen, Schweiz, Türkei und sieben weiteren Nichtmitgliedstaaten der EU vertreten.

### Central Latinoamericana de Trabajadores
Ein Dachverband von Gewerkschaften in Lateinamerika ist die Central Latinoamericana de Trabajadores (CLAT). Der Gründungskongress fand 1954 in Santiago de Chile statt. Das Generalsekretariat befindet sich seit 1966 in Caracas. Dem CLAT angeschlossen ist die Comisión Latinoamericana por los Derechos y Libertades de los Trabajadores (CLADEHLT), die Lateinamerikanische Kommission für Arbeiterrechte.